# Cantonul Laloubère
Cantonul Laloubère este un canton din arondismentul Tarbes, departamentul Hautes-Pyrénées, regiunea Midi-Pyrénées, Franța.

## Comune
| Comune        | Populație (1999) | Cod poștal | Cod INSEE |
| ------------- | ---------------- | ---------- | --------- |
| Arcizac-Adour | 521              | 65360      | 65019     |
| Hiis          | 210              | 65200      | 65221     |
| Horgues       | 1 159            | 65310      | 65223     |
| Laloubère     | 1 933            | 65310      | 65251     |
| Momères       | 636              | 65360      | 65313     |
| Odos          | 3 390            | 65310      | 65331     |
| Saint-Martin  | 361              | 65360      | 65392     |
| Soues         | 3 072            | 65430      | 65433     |